# 傘沱
傘沱（越南语：／，1889年5月19日—1939年6月7日），本名阮克孝（越南语：／），越南詩人。
“傘沱”是筆名，取自傘沱家鄉的“傘圓山”（巴位山）和“沱江”。

## 身世
傘沱是山西省廣威府不拔縣溪上總溪上社（今屬河內市巴位縣山陀社溪上村）人，祖籍青池縣姜亭總金縷社（今屬河內市黃梅郡大金坊金縷村）。他的祖先阮公宷是後黎朝重臣。黎末時，阮公宿為避亂，遷居不拔縣溪上社。父親阮名繼是阮朝舉人，兄長阮載績是阮朝副榜。阮朝重臣阮仲合出自金縷社，是他的族伯。

## 生平
成泰元年四月二十日（1889年5月19日），傘沱出生於一個官僚家庭。母親劉氏賢原是一名南定歌妓，才貌雙全，阮名繼在擔任春長知府時納她為妾，後來生下幼子傘沱。傘沱3歲時，父親去世。次年，由於母親與正房不合，被迫離開阮家，重操舊業。8年後，傘沱的姐姐也跟隨母親成為一名歌妓，這對傘沱的成長影響很大。
母親離開後，傘沱由兄長阮載績撫養。阮載績在北圻各地任職，他也隨之不斷搬遷。1907年，他隨兄長到河內讀書。1909年和1912年，傘沱兩次參加鄉試，都沒有考中。爾後他的兄長過世，初戀嫁人，給他帶了不小的打擊。傘沱到和平省消遣，由姐夫阮善繼介紹，結識了資本家白泰𣞻。在那裡，他閱讀了康有為、梁啟超等人編纂的維新書籍，了解了維新變法的意義。
1915年，傘沱成家，同年在《東洋雜誌》上發表文章，開始文學創作。次年（1916年），傘沱開始以“傘沱”為筆名，發表文學作品。
保大十四年（1939年）四月二十日（6月7日）傘沱在河內病逝，享壽51歲。

## 外部連結
- Tản Đà （页面存档备份，存于） trên Từ điển bách khoa Việt Nam
- Các tác phẩm thơ của Tản Đà （页面存档备份，存于）